# Bansud
Bansud (Bayan ng Bansud) är en kommun i Filippinerna. Kommunen ligger på ön Mindoro, och tillhör provinsen Oriental Mindoro. Folkmängden uppgår till 35 032 invånare.
Bansud är indelat i 13 barangayer.